# Anokopsis
Anokopsis is een geslacht van spinnen uit de familie springspinnen (Salticidae).

## Soorten
De volgende soorten zijn bij het geslacht ingedeeld:
- Anokopsis avitoides Bauab & Soares, 1980